# Rachael Harris
Rachael Elaine Harris (Worthington, 12 januari 1968) is een Amerikaanse actrice en komiek. Ze staat bekend om haar talrijke televisierollen, zoals de hoofdrol als Dr. Linda Martin in Lucifer en als gastster in tv-shows zoals Sister, Sister, Reno 911!, New Girl, Suits en The Good Wife.

## Carrière

### Podium
Harris trad op met de improvisatie-komediegroep The Groundlings uit Los Angeles en gaf een tijd les bij de Groundlings-school.
Off-Broadway trad ze op in Love, Loss, and What I Wore.

### Televisie
Ze debuteerde op televisie in SeaQuest DSV in 1993. Na een optreden in Star Trek: Voyager in 1997 kreeg Harris een terugkerende rol in The WB 's Sister, Sister. Andere televisiecredits omvatten een periode als correspondent voor het seizoen 2002-2003 van The Daily Show, evenals gastrollen in The Sarah Silverman Program, Reno 911!, The West Wing, The Good Guys, Friends, Curb Your Enthusiasm, Monk, CSI: Crime Scene Investigation, en Desperate Housewives in november 2008. Harris speelde de rol van Kevyn Shecket, Kirstie Alley's persoonlijke make-upartiest, in de Showtime-serie Fat Actress in 2005-2009. Ze verschijnt ook in Suits als Sheila Sazs. Ze speelde Cooper in de ABC-sitcom Notes from the Underbelly.
Harris was correspondent van Smoking Gun TV in 2004 en was meerdere keren te zien in VH1 documentaires als I Love the '80s, I Love the' 90s en Best Week Ever. In ABC's Cougar Town speelde ze Shanna, een vrouw die het netwerk beschrijft als de "aartsvijand" van Jules. Ook op ABC maakte ze een gastoptreden in de aflevering "Caught in the Act" van Modern Family als Amelia, een restauranthouder en de moeder van een speelkameraadje van Lily Pritchett.
In maart 2014 begon Harris een nieuwe rol in de zeer kortstondige serie Surviving Jack met Chris Meloni. In maart 2015 werd Harris gecast als Linda, Lucifer's therapeut in de Netflix originele serie Lucifer.
In 2018 verscheen Harris samen met Cheryl Hines in de realityserie Hell's Kitchen, waar ze allebei aan de tafel van de chef van het blauwe team zaten in de aflevering "Hell Freezes Over".

### Speelfilms
Ze debuteerde als filmacteur in Treehouse Trolls uit 1992 als Big Mama. Harris herinnert zich de ervaring: "Maar Treehouse Trolls, ik kwam net uit een auditie in dit waardeloze theater. Alsof het niet eens een theater was. Het was een kamer. In de buurt van Times Square. En ik had zoiets van: "Ik hoop dat dit een legitieme auditie is. Ik zou naar een pornoauditie kunnen zijn gegaan. Ik weet het niet"". Haar filmcredits omvatten rollen in Best in Show, A Mighty Wind, For Your Consideration, Kicking & Screaming en Daddy Day Care. In de komedie The Hangover uit 2009 speelt ze Melissa, de dominante vriendin van Ed Helms' personage Stu. Ze speelde eerder samen met Helms in The Daily Show. Ze speelt de moeder van de hoofdpersoon in de film Diary of a Wimpy Kid (2010) en de twee vervolgfilms.

### Advertenties
Harris commerciële werk voor tv omvat advertenties voor Dinty Moore, Avis, Expedia, Quaker Oats, T-Mobile, GEICO, en een Super Bowl- commercial voor de Amerikaanse volkstelling van 2010. Ze is de stem van schildpad Karolyn Slowsky in de tv-commercials van Comcast.

## Privéleven
Harris werd geboren in Worthington (Ohio). Ze studeerde af aan Worthington High School in 1986 en Otterbein College in 1989, waar ze een Bachelor of Fine Arts in theater behaalde.
Harris en violist Christian Hebel zijn op 30 april 2015 getrouwd in New York. Hun eerste zoon, Henry, werd geboren op 19 juli 2016. Op 25 augustus 2018 is Harris bevallen van hun tweede zoon Otto. Harris heeft in 2019 een scheiding aangevraagd bij Hebel.

## Filmografie
| Jaar | Titel                                   | Rol                        | Opmerkingen                                                            |
| ---- | --------------------------------------- | -------------------------- | ---------------------------------------------------------------------- |
| 1992 | Treehouse Trolls                        | Grote mama trol            | Eerste acteerrol, VHS Video                                            |
| 1995 | Cellblock Sisters: Banished Behind Bars | Young May                  |                                                                        |
| 1996 | The Disappearance of Kevin Johnson      | Fornaio Serveerster # 2    |                                                                        |
| 1998 | The Week That Girl Died                 | Honey                      |                                                                        |
| 2000 | Best in show                            | Winky's feestganger        |                                                                        |
| 2000 | Between Christmas and New Year's        | Manager                    |                                                                        |
| 2001 | The Gristle                             | Mevrouw Alden              |                                                                        |
| 2002 | Showtime                                | Leraar                     |                                                                        |
| 2002 | The New Brad                            | Kelly                      | Korte Film                                                             |
| 2003 | A Mighty Wind                           | Steinbloom's assistent     |                                                                        |
| 2003 | Daddy Day Care                          | Collega Elaine             |                                                                        |
| 2003 | The Haunted Mansion                     | Mevr. Coleman              |                                                                        |
| 2004 | Starsky & Hutch                         | Mevr. Feldman's vriend     |                                                                        |
| 2004 | After the Sunset                        | June                       |                                                                        |
| 2004 | Weekends                                | Theresa                    | Televisie film                                                         |
| 2005 | Kicking & Screaming                     | Ann Hogan                  |                                                                        |
| 2005 | In the Dog house                        | Jen                        | Korte film                                                             |
| 2005 | I'm Not Gay                             | Andie                      | Korte film                                                             |
| 2006 | For Your Consideration                  | Debbie Gilchrist           |                                                                        |
| 2007 | Matters of Life and Dating              | Carla                      |                                                                        |
| 2007 | License to Wed                          | Janine                     |                                                                        |
| 2007 | Evan Almighty                           | Ark Reporter               |                                                                        |
| 2009 | The Hangover                            | Melissa                    |                                                                        |
| 2009 | The Soloist                             | Leslie Bloom               |                                                                        |
| 2010 | Diary of a Wimpy Kid                    | Susan Heffley              |                                                                        |
| 2011 | Diary of a Wimpy Kid: Rodrick Rules     | Susan Heffley              |                                                                        |
| 2011 | Natural Selection                       | Linda                      | Genomineerd - Independent Spirit Award voor beste vrouwelijke hoofdrol |
| 2012 | Diary of a Wimpy Kid: Dog Days          | Susan Heffley              |                                                                        |
| 2012 | Diary of a Wimpy Kid: Class Clown       | Susan Heffley              | Stem                                                                   |
| 2012 | Wreck-It Ralph                          | Deanna                     | Stem                                                                   |
| 2013 | Bad Words                               | Eric Tai's moeder          |                                                                        |
| 2014 | Lovesick                                | Roberta                    |                                                                        |
| 2014 | Night at the Museum: Secret of the Tomb | Madeline Phelps            |                                                                        |
| 2015 | Barely Lethal                           | Mevr. Larson               |                                                                        |
| 2015 | Freaks of Nature                        | Mevr. Mosely               |                                                                        |
| 2016 | Brother Nature                          | Tante Pam                  |                                                                        |
| 2019 | International Falls                     | Dee                        |                                                                        |
| 2022 | BRUTAL                                  |                            | Korte film                                                             |
| 2023 | Help Me Understand                      |                            | Korte film                                                             |
| 2023 | Old Dads                                | Dr. Lois Schmieckel-Turner |                                                                        |
| 2024 | Unfrosted                               | Anna Cabana                |                                                                        |
| 2024 | Mother of the Bride                     | Janice                     |                                                                        |

| Jaar      | Titel                               | Rol                                  | Opmerkingen                                                             |
| --------- | ----------------------------------- | ------------------------------------ | ----------------------------------------------------------------------- |
| 1993      | SeaQuest DSV                        | Rose                                 | 1 aflevering                                                            |
| 1997      | Star Trek: Voyager                  | Martis                               | Aflevering: "Before and After"                                          |
| 1998      | Sister, Sister                      | Simone                               | 5 afleveringen                                                          |
| 1999      | Serial Experiments Lain             | Vrouwelijke Ridder                   | Stem: Engelse versie                                                    |
| 2000      | The Amanda Show                     | N/A                                  | 1 aflevering                                                            |
| 2000      | Two Guys and a Girl                 | Zwangere Damsel                      | 1 aflevering                                                            |
| 2000      | Love & Money                        | Janice                               | 1 aflevering                                                            |
| 2001      | Grosse Pointe                       | Journalist                           | 1 aflevering                                                            |
| 2001      | Three Sisters                       | Sal                                  | 1 aflevering                                                            |
| 2002      | Judging Amy                         | Alumni vrijwilliger #2               | 1 aflevering                                                            |
| 2002      | Friends                             | Julie                                | Aflevering #8.23: "The One Where Rachel Has a Baby (Part 1)"            |
| 2003      | Frasier                             | Erin                                 | Aflevering #11.09: "Guns N' Neuroses"                                   |
| 2003      | Stuart Little                       | Margalo                              | Aflevering #1.02: "A Model Driver"                                      |
| 2003–2022 | Reno 911!                           | Debbie Dangle-Frost, Claire de vrouw | 6 afleveringen                                                          |
| 2004      | Curb Your Enthusiasm                | Joanne                               | 2 afleveringen                                                          |
| 2004      | According to Jim                    | Mindy                                | 1 aflevering                                                            |
| 2004      | The West Wing                       | Corrine McKenna                      | Aflevering: "The Hubbert Peak"                                          |
| 2005      | Fat Actress                         | Kevyn Shecket                        | 7 afleveringen                                                          |
| 2005      | Monk                                | Alice Westergren                     | 1 aflevering                                                            |
| 2005      | Committed                           | Ruby                                 | 1 aflevering                                                            |
| 2005      | 8 Simple Rules                      | Margaret Brandenbauerbern            | 1 aflevering                                                            |
| 2006      | Reno 911!                           | Debbie Dangle                        | 3 afleveringen                                                          |
| 2007      | The New Adventures Of Old Christine | Claire                               | 1 aflevering                                                            |
| 2007      | Notes from the Underbelly           | Cooper                               | Hoofdrolspelers                                                         |
| 2007      | Matters of Life and Dating          | Carla                                | Film                                                                    |
| 2007–2008 | The Sarah Silverman Program         | School Lerares                       | 2 afleveringen                                                          |
| 2008      | Desperate Housewives                | Sandra Birch                         | Aflevering: "City on Fire"                                              |
| 2008      | CSI: Crime Scene Investigation      | Megan                                | 1 aflevering                                                            |
| 2008      | Pushing Daisies                     | Georgeann Heaps                      | 1 aflevering                                                            |
| 2008      | Suburban Shootout                   | Natalie Davenport                    |                                                                         |
| 2008      | Hollywood Residential               | Rachael                              | Stem, 3 afleveringen                                                    |
| 2008      | Frisky Dingo                        | A.L.E.X.                             | 2 afleveringen                                                          |
| 2008      | Emily's Reasons Why Not             | Lila Cox-Weiner                      | 1 aflevering                                                            |
| 2008–2009 | Worst Week                          | Julie                                | 2 afleveringen                                                          |
| 2008–2010 | The Life & Times of Tim             | Adam's Date                          | Stem, 3 afleveringen                                                    |
| 2009      | Cougar Town                         | Shanna                               | 1 aflevering                                                            |
| 2009      | True Jackson, VP                    | Kitty Monreaux                       | 1 aflevering                                                            |
| 2009      | In the Motherhood                   | Blair                                | 5 afleveringen                                                          |
| 2010      | My Boys                             | Marcia                               | 3 afleveringen                                                          |
| 2010      | Glenn Martin, DDS                   | Melissa the Wedding Planner          | Stem, 1 aflevering                                                      |
| 2010      | Childrens Hospital                  | Mrs. Throman                         | 1 aflevering                                                            |
| 2010      | The Good Guys                       | Cynthia Savage                       | 1 aflevering                                                            |
| 2010      | Party Down                          | Marguerite Tayler                    | 1 aflevering                                                            |
| 2010      | Gary Unmarried                      | Rachael                              | 1 aflevering                                                            |
| 2011      | Modern Family                       | Amelia                               | Aflevering: "Caught in the Act"                                         |
| 2011      | Archer                              | Rona Thorne                          | 1 aflevering                                                            |
| 2011      | $h*! My Dad Says                    | Soledad Cho                          | 1 aflevering                                                            |
| 2012      | New Girl                            | Tanya Lamontagne                     | 4 afleveringen                                                          |
| 2012      | Happy Endings                       | Suzanne                              | Aflevering: "Sabado Free-Gante"                                         |
| 2013      | Newsreaders                         | Wendy Hayflack                       | 1 aflevering                                                            |
| 2013      | The Office                          | Rachael                              | 1 aflevering                                                            |
| 2012–2019 | Suits                               | Sheila Sazs                          | 28 afleveringen                                                         |
| 2014      | Surviving Jack                      | Joanne Dunlevy                       | Regelmatig in de serie                                                  |
| 2014      | Maron                               | Zichzelf                             | 1 aflevering                                                            |
| 2014      | Bad Judge                           | Dana McCoy                           | 1 aflevering                                                            |
| 2015      | BoJack Horseman                     | Cardigan Burke (stem)                | 1 aflevering                                                            |
| 2015      | RuPaul's Drag Race                  | Zichzelf/Jury                        | 1 aflevering                                                            |
| 2016–2021 | Lucifer                             | Dr. Linda Martin                     | Hoofdrolspelers                                                         |
| 2016-2022 | Mike Tyson Mysteries                |                                      | Alleen stem                                                             |
| 2017-2018 | Nobodies                            | Rachael Harris                       | 2 afleveringen                                                          |
| 2018      | Hell's Kitchen                      | Zichzelf                             | Co-VIP gast diner voor het blauwe team; Aflevering: "Hell Freezes Over" |
| 2020      | Make It Work!                       | Zichzelf                             | Televisiespecial                                                        |
| 2022      | Ghosts                              | Sheryl                               | 1 aflevering                                                            |